# Sri Lanka na Mistrzostwach Świata w Lekkoatletyce 2017
Sri Lanka na Mistrzostwach Świata w Lekkoatletyce 2017 – reprezentacja Sri Lanki podczas mistrzostw świata w Londynie liczyła 4 zawodników, którzy nie zdobyli żadnego medalu.

## Skład reprezentacji
Mężczyźni
| Zawodnik        | Konkurencja | Finał    | Finał   |
| Zawodnik        | Konkurencja | Rezultat | Pozycja |
| --------------- | ----------- | -------- | ------- |
| Anuradha Cooray | maraton     | DNF      | DNF     |

| Zawodnik       | Konkurencja    | Kwalifikacje | Kwalifikacje | Finał | Finał   |
| Zawodnik       | Konkurencja    | Wynik        | Pozycja      | Wynik | Pozycja |
| -------------- | -------------- | ------------ | ------------ | ----- | ------- |
| Waruna Lakshan | rzut oszczepem | 73,16        | 31.          | NQ    | NQ      |

Kobiety
| Zawodniczka               | Konkurencja        | Eliminacje | Eliminacje | Półfinał | Półfinał | Finał    | Finał   |
| Zawodniczka               | Konkurencja        | Rezultat   | Pozycja    | Rezultat | Pozycja  | Rezultat | Pozycja |
| ------------------------- | ------------------ | ---------- | ---------- | -------- | -------- | -------- | ------- |
| Nimali Liyanarachchi      | bieg na 800 metrów | 2:08,49    | 43.        | NQ       | NQ       | NQ       | NQ      |
| Hiruni Kesara Wijavaratne | maraton            | —          | —          | —        | —        | DNF      | DNF     |